# Ernest Cimon
Ernest Cimon (né le 30 mars 1848 à La Malbaie, Québec et mort le 16 juillet 1917 à Québec, Québec) est un avocat et homme politique canadien.

## Biographie
Marie-Honorius-Ernest Cimon est le fils du notaire Cléophe Cimon et de Caroline Langlois. Après de brillantes études au collège de Sainte-Anne-de-la-Pocatière et au Séminaire de Québec, il effectue un stage d’un an à la faculté des Arts de l’université Laval et est reçu avocat le 13 juin 1871. Dans les jours qui suivent sa promotion, il s’installe en permanence à Chicoutimi pour y vivre de sa profession. Lors de l’élection fédérale du 6 mars 1874, il brigue les suffrages pour le parti conservateur dans la circonscription de Chicoutimi contre la candidat libéral, A.-A. Hudon, et réussit à remporter la victoire, par une faible majorité de 269 voix. Le 27 janvier 1880, alors âgé de 32 ans, il épouse Marie-Delphine Doucet, fille du juge P.-A. Doucet, de Québec. Toujours intéressé à la chose publique, il exerce la fonction de député fédéral jusqu’en 1882.  Il est élu maire de Chicoutimi en 1881-1882.  Il reçoit du gouvernement canadien le titre de conseiller de la reine et, le 22 juillet 1882, il est nommé juge de la Cour supérieure pour la Province de Québec, avec résidence à Percé. Après son départ du Saguenay, Ernest Cimon connaît les honneurs.  Il épouse en secondes noces le 27 octobre 1891, Stella Langevin, fille de Hector Langevin. À l’automne 1912, il déménage à Québec, où il décède le 16 juillet 1917.

## Sources
- Russel Bouchard, La vie quotidienne à Chicoutimi au temps des fondateurs. Extraits des mémoires de la famille Petit 1873-1882, p. 45-46.